# Станилевич, Адриан
Адриан Станилевич (пол. Adrian Stanilewicz; род. 22 февраля 2000, Германия) — польский футболист, полузащитник клуба «Фортуна» (Кёльн).

## Карьера
В профессиональном футболе Станилевич дебютировал 13 декабря 2018 года в матче Лиги Европы УЕФА против клуба «АЕК Ларнака», заменив на 88 минуте Лукаса Аларио. 7 августа 2020 года на правах свободного агента перешёл в «Дармштадт», на тот момент клуб покинул розыгрыш Лиги Европы УЕФА.
В 2019 году играл за сборную Польши на чемпионате мира по футболу до 20 лет.